# Warlley Alves
Warlley Alves Andrade (Governador Valadares, 4 de janeiro de 1991) é um lutador brasileiro de artes marciais mistas, ele foi o vencedor do The Ultimate Fighter: Brasil 3 no peso-médio.

## Carreira no MMA

### The Ultimate Fighter
Warlley venceu a luta para entrar na casa contra Wendell Negão, ele venceu por decisão dividida. Ele foi a terceira escolha de Sonnen entre os médios (quinto no total). Nas quartas de final, Warlley derrotou Ismael Marmota por nocaute no primeiro round.
Na semifinal ele enfrentou Wagner Gomes, a luta terminou rapidamente após Warlley encaixar uma guilhotina em seu adversário, forçando-o a desistir da luta. Ele fez a final contra Márcio Alexandre Jr.

### Ultimate Fighting Championship
Warlley fez sua estreia no UFC em 31 de Maio de 2014 no UFC Fight Night: Miocic vs. Maldonado. Ele disputou o título do The Ultimate Fighter: Brasil 3 contra o companheiro da Equipe Sonnen, Márcio Alexandre Jr. Ele venceu a luta por finalização no terceiro round
Warlley enfrentou o estadunidense Alan Jouban no UFC Fight Night: Shogun vs. St. Preux no dia 8 de novembro de 2014 e venceu por decisão unânime após uma luta muito equilibrada.
Alves enfrentou Nordine Taleb em 1 de Agosto de 2015 no UFC 190 e o venceu por finalização com uma guilhotina no segundo round.
Warlley enfrentou Colby Covington em 12 de Dezembro de 2015 no UFC 194 e mais uma vez venceu por finalização com uma guilhotina no primeiro round, mantendo assim sua invencibilidade.
Warlley enfrentou o americano  Bryan Barberena em 14 de Maio de 2016 no UFC 198. ele foi derrotado por decisão unanime, perdendo assim sua invencibilidade.

## Cartel no MMA
| Cartel no MMA   |             |            |
| 19 lutas        | 14 vitórias | 5 derrotas |
| Por nocaute     | 4           | 2          |
| Por finalização | 6           | 1          |
| Por decisão     | 4           | 2          |

| Res.    | Cartel | Oponente                   | Método                                    | Evento                                 | Data       | Round | Tempo | Local             | Notas                                                                      |
| ------- | ------ | -------------------------- | ----------------------------------------- | -------------------------------------- | ---------- | ----- | ----- | ----------------- | -------------------------------------------------------------------------- |
| Derrota | 14-5   | Jeremaiah Wells            | Nocaute (socos)                           | UFC Fight Night: Gane vs. Volkov       | 26/06/2021 | 2     | 0:30  | Las Vegas, Nevada |                                                                            |
| Vitória | 14-4   | Mounir Lazzez              | Nocaute Técnico (chutes no corpo e socos) | UFC on ESPN: Chiesa vs. Magny          | 20/01/2021 | 1     | 2:35  | Abu Dhabi         | Performance da Noite.                                                      |
| Derrota | 13-4   | Randy Brown                | Finalização (triângulo)                   | UFC Fight Night: Błachowicz vs. Jacaré | 16/11/2019 | 2     | 1:22  | São Paulo         |                                                                            |
| Vitória | 13-3   | Sérgio Moraes              | Nocaute (joelhada voadora e soco)         | UFC 237: Namajunas vs. Andrade         | 11/05/2019 | 3     | 4:13  | Rio de Janeiro    | Performance da Noite.                                                      |
| Derrota | 12-3   | James Krause               | Nocaute Técnico (joelhada e socos)        | UFC Fight Night: Gaethje vs. Vick      | 25/08/2018 | 2     | 2:28  | Lincoln, Nebraska |                                                                            |
| Vitória | 12-2   | Sultan Aliev               | Nocaute Técnico (intervenção do médico)   | UFC 224: Nunes vs. Pennington          | 12/05/2018 | 2     | 5:00  | Rio de Janeiro    |                                                                            |
| Vitória | 11-2   | Salim Touahri              | Decisão (unânime)                         | UFC Fight Night: Cerrone vs. Till      | 21/10/2017 | 3     | 5:00  | Gdańsk            |                                                                            |
| Derrota | 10-2   | Kamaru Usman               | Decisão (unânime)                         | UFC Fight Night: Nogueira vs. Bader II | 23/07/2016 | 3     | 5:00  | São Paulo         |                                                                            |
| Derrota | 10-1   | Bryan Barberena            | Decisão (unânime)                         | UFC 198: Werdum vs. Miocic             | 14/05/2016 | 3     | 5:00  | Curitiba          |                                                                            |
| Vitória | 10-0   | Colby Covington            | Finalização (guilhotina)                  | UFC 194: Aldo vs. McGregor             | 12/12/2015 | 1     | 1:26  | Las Vegas, Nevada |                                                                            |
| Vitória | 9-0    | Nordine Taleb              | Finalização (guilhotina)                  | UFC 190: Rousey vs. Correia            | 01/08/2015 | 2     | 4:11  | Rio de Janeiro    |                                                                            |
| Vitória | 8-0    | Alan Jouban                | Decisão (unânime)                         | UFC Fight Night: Shogun vs. St. Preux  | 08/11/2014 | 3     | 5:00  | Uberlândia        | Retorno aos Meio Médios.                                                   |
| Vitória | 7-0    | Márcio Alexandre Jr.       | Finalização Técnica (guilhotina)          | UFC Fight Night: Miocic vs. Maldonado  | 31/05/2014 | 3     | 0:25  | São Paulo         | Estreia no UFC; Ganhou o TUF Brasil 3 no Peso Médio; Performance da Noite. |
| Vitória | 6-0    | Mike Jackson               | Nocaute Técnico (socos)                   | Jungle Fight 56                        | 24/08/2013 | 1     | 1:58  | Foz do Iguaçu     |                                                                            |
| Vitória | 5-0    | Ederson Moreira            | Finalização (guilhotina)                  | Jungle Fight 53                        | 01/06/2013 | 1     | 0:48  | Japeri            |                                                                            |
| Vitória | 4-0    | Carlos Alberto Bazan Rojas | Finalização (katagatame)                  | Jungle Fight 46                        | 13/12/2012 | 2     | 0:48  | São Paulo         |                                                                            |
| Vitória | 3-0    | Jack Gozilla               | Decisão (unânime)                         | Jungle Fight 44                        | 27/10/2012 | 3     | 5:00  | Rio de Janeiro    |                                                                            |
| Vitória | 2-0    | Kell Fúria                 | Decisão (unânime)                         | GF - Fight Pavilion Special Edition 2  | 29/07/2012 | 3     | 5:00  | Rio de Janeiro    |                                                                            |
| Vitória | 1-0    | Wallace Oliveira           | Finalização (mata leão)                   | Celeiro Combat 3                       | 07/04/2011 | 1     | 0:34  | Rio de Janeiro    |                                                                            |

### Cartel noTUF Brasil 3
| Res.    | Cartel | Oponente         | Método                   | Evento       | Data       | Round | Tempo | Local     | Notas            |
| ------- | ------ | ---------------- | ------------------------ | ------------ | ---------- | ----- | ----- | --------- | ---------------- |
| Vitória | 3-0    | Wagner Gomes     | Finalização (guilhotina) | TUF Brasil 3 | 20/05/2014 | 1     | 0:27  | São Paulo | Semifinal        |
| Vitória | 2-0    | Ismael de Jesus  | Nocaute (soco)           | TUF Brasil 3 | 04/05/2014 | 1     | N/A   | São Paulo | Quartas de Final |
| Vitória | 1-0    | Wendell Oliveira | Decisão (dividida)       | TUF Brasil 3 | 16/03/2014 | 3     | 5:00  | São Paulo | Luta Preliminar  |